# Calliphora forresti
Calliphora forresti är en tvåvingeart som beskrevs av Norris 1994. Calliphora forresti ingår i släktet Calliphora och familjen spyflugor. Inga underarter finns listade i Catalogue of Life.